# Karcinoidna bolest srca
Karcinoidna bolest srca ili fibrozno zadebljanje srčanih valvula je retko srčano oštećenje uzrokovano karcinoidnim sindromom, koje sa karakteriše trikuspidalnom i pulmonalnom regurgitacijom. Odgovorna je za značajan morbiditet i smrtnost uzrokovanu insuficijencijom desnoga srca. Patofiziologija karcinoidne srčane bolesti nije dobro shvaćena; međutim, hronično izlaganje prekomernom cirkulišućem serotoninu smatra se jednim od najvažnijih faktora koji pridonose pojavi bolesti.
Karcinoidna bolest srca javlja se kod otprilike 50% pacijenata s karcinoidnim sindromom i obično najavljuje pogoršanje bolesti i lošu prognozu. Velika većina pacijenata s karcinoidnom srčanom bolešću razvija desnu srčanu insuficijenciju uzrokovanu teškom disfunkcijom trikuspidnog i plućnog zalistaka. Za dijagnostiku i praćenje karcinoidnog sindroma obavezno je merenje bilo urinske 5-hidroksiindolsirćetna kiseline (akronim 5-HIAA) ili 5-HIAA u plazmi, kao i merenje 5-HIAA u 24-časovnoj mokraći (čiji nivo je > 300 µmol/24 za časa, i koristan je pokazatelj za identifikaciju onih bolesnika koji su u riziku od razvoja karcinoidne bolesti srca).
Palijacija simptoma i dugotrajno preživljavanje mogu se postići odgovarajućim medicinskim tretmanom i operacijom srčanih valvula kod odabranih pacijenata sa karcinoidnom srčanom bolešću. U tom smislu bolesnike sa potvrđenom karcinoidnom srčanom bolešću treba uputiti u specijalne centre sa odeljenjima za kardiologiju i kardiološku hirurgiju koji poseduju stručna znanja i iskustvo u rešavanju ove složene patologije.

## Epidemiologija
Karcinoidna bolest srca se javlja kod otprilike 50% bolesnika sa karcinoidnim sindromom i obično najavljuje pogoršanje i lošu prognozu bolesti.

## Etiopatogeneza
U osnovi karcinoidne bolesti srca leže neuroendokrini tumori (akronim NET) koji nastaju
transformacijom nervnih i endokrinih ćelija u različitim tkivima/organima – i dele zajednička svojstva. Najčešće je primarni neuroendokrini tumor lokalizovan u digestivnom traktu i plućima - 2/3 NET su karcinoidi (NET creva), a ukupnom prevalencijom: 35 na 100.000 (< 1 na 2.000).
Srčane manifestacije nastaju usled paraneoplastičnih efekata vazoaktivnih supstanci poput 5-hidroksitriptamina (5-HT ili serotonina), histamina, tahikinina i prostaglandina koji se oslobađaju iz malignih ćelija, neuroendokrinih tumora a ne bilo kakvim direktnim metastatskim zahvatanjem srca. Obično se vazoaktivni tumorski produkti inaktiviraju u jetra, plućima i mozgu, ali prisutnost jetrenih metastaza može omogućiti velikim količinama tih supstanci da dođu do desne strane srca, a da ih jetra ne inaktivira.
Karakteristični patološki nalazi su endokardijalni plakovi vlaknastog tkiva koji mogu uključivati trikuspidalni zalistak, plućni zalistak, srčane komore, venu kavu, plućnu arteriju i koronarni sinus. Vlaknasta reakcija može uključivati ne samo valvularne listiće, već i subvalvarni aparat, uključujući tendinusne akorde i papilarne mišiće trikuspidnog zalistaka, a ređe mitralni zalistak u slučajevima sa zahvaćenom levom stranom srca. Vlaknasto tkivo u plakovima rezultuje izobličenjem zalistaka što dovodi ili do stenoze, regurgitacije ili oboje. Preferencijalno zahvatanje desnog srca najvjerovatnije je povezano sa inaktivacijom vazoaktivnih supstanci u plućima. U 5–10% slučajeva s patologijom leve strane valvula treba posumnjati ili na obilne metastaze u jetri, karcinoid bronha ili na patent foramen ovale.
Iako precizan uzrok nastanka srčanomg plaka nije sasvim jasan, ipak je dokazano direktno dejstvo serotonina i bradikinina u studijama na životinjama. Ovo otkriće potkrepljuje zapažanje da lek koji smanjuje apetit — fenfluramin, oslobađa serotonin, i izaziva distorziju valvula sličnu onoj koja se opaža kod karcinoidne bolesti srca.

## Klinička slika
Klinički simptomi su obično nejasni, ili većina bolesnika nema nikakvih simptoma sve dok karcinoidna bolest srca ne dobije ozbiljniji oblik, kada su dominantni ovi simptomi:
- osećaj gubitka daha
- umor, malaksalost
- nakupljanje tečnosti u telu što uzrokuje pojavu otoka (edema)
- gubitak telesne težine

Valja napomenuti da bolesnici sa karcinoidnom srčanom bolešću mogu imati labilni krvni pritisak ili su sa izraženom hipotenzijom ili hipertenzijom, zavisno o relativnoj količini izlučenih pojedinih vazoaktivnih supstanci u cirkulaciji.

## Dijagnoza
Dijagnostika se zasniva na primeni slikovnih tehnika i tehnike molekularne dijagnostike, odnosno određivanja biohemijskih parametara, što sveukupno doprinosi dijagnostici i praćenju karcinoidne bolesti srca.

### Laboratorijski (biohemijski) testovi
Laboratorijska dijagnostika obuhvaća određivanje koncentracije serotonina i njegovog metabolita 5-
hidroksiindoloctene kiseline (5-HIAA), hromogranina A, NSE, CEA , LDH, feritina. Serotonin se
određuje iz pune krvi, plazme bogate trombocitima, koncentrata trombocita ili 24 časovog urina metodom tečne hromatografije visokog učinka (HPLC) s elektrohemijskim (ECD) ili fluorescentnim
(FLD) detektorom ili tečnom hromatografijom sa masenim detektorom (LCMS/MS). Visoke
vriednosti serotonina iz trombocita upućuju na midgut karcinoide, dok povišene vriednosti serotonina u 24 časovnom urinu upućuju na foregut karcinoide.
5-HIAA nastaje razgradnjom serotonina u enterohromafinim ćelijama, enterocitima i ćelijama koje luče sluz. Koncentracija se određuje u 24 mokraći ili iz plazme metodama HPLC-ECD, HPLC-FLD ili LCMS/MS. Moguća je interferencija hranom bogatom 5-hidroksiindolima ili primenom određene farmakoterapije. Hromogranin A je protein sekretornih granula neuroendokrinih ćelija i izlučuje se zajedno s biogenim aminima. Koncentracija mu je povišena kod sistemskih i organ-specifičnih upalnih bolesti, hipertireoidizma, akutnog koronarnog sindroma, renalne insuficijencije i kod neuroendokrinih tumora i adenokarcinoma. Određuje se imunohemijskim metodama (ELISA), a koncentracja korelira s veličinom tumora i služi kao prognostički marker.

### Slikovne metode
Od slikovnih metoda u dijagnostici karcinoidna bolest srca i primarnog neuroendokrinog tumora koji je uzrokuje karcinoidni sindrom, mogu se primeniti:
- Scintigrafija (oktreotid, m-jodobenzil-gvanidin)
- Ultrazvučna dijagnostika
- Kompjuterizovana tomografija
- Magnetna rezonantna tomografija — koja se može koristiti za procenu stanja plućnih zalistaka, prepoznavanje srčanih metastaza i procenu veličine i funkcije desne komore.[1]
- Bronhoskopija, kolonoskopija, gastroskopija …

Transtorakalna ehokardiografija
Glavni prediktor kliničkog ishoda u bolesnika s karcinoidnim sindromom je opseg i ozbiljnost srčane zahvaćenosti. Stoga ehokardiografija igra centralnu ulogu u dijagnostičkoj i prognostičkoj proceni ovog stanja. U bolesnika s karcinoidnom srčanom bolešću povećanje desne pretkomore i desne komore je prisutno u čak 90% slučajeva, a nepravilnosti pokreta septalnog zida komora vidljive su u gotovo polovini slučajeva.
Listići trikuspidnog ventila i subvalvularnih struktura često su zadebljani, skraćeni i povučeni, što dovodi do nepotpune koputacije i obično umerene ili jake trikuspidne regurgitacije. Doplerov profil kontinuiranog talasa trikuspidne regurgitacije pokazuje karakterističan spektar u obliku bodeža s ranim vršnim pritiskom i brzim padom.
Plućni ventil se također može zadebljati i uvlačiti, što dovodi do plućne regurgitacije i ređe, plućne stenoze. Kombinacija teške trikuspidne regurgitacije i plućne stenoze posebno je problematična, jer to dodatno pogoršava trikuspidalnu regurgitaciju i pogoršava insufiicijenciju desnog srca. Pri tome treba imati u vidu da je kalcifikacija zahvaćenih zalistaka retka i može se smatrati zapaženom negativnom ehokardiografskom karakteristikom karcinoidne bolesti srca.

## Terapija
Zbog teške kliničke slike i velike smrtnosti bolesnike sa karcinoidnom bolesti srca potreban je hirurški pristup u lečenju uprkos činjenici da se radi o diseminovanoj malignoj bolesti, osim u slučajevima u kojima je palijativno lečenje jedini mogući pristup terapiji takvog bolesnika.

### Medikamentozna terapija
Medikamentozna terapija koja se zasniva na primeni analoga somatostatina može ublažiti opšte simptome karcinoidnog sindroma, ali je neefikasna u lečenju karcinoidne bolesti srca.
Primjećeno je da se primenom somatostatinskih analoga postiže simptomatsko poboljšanje i poboljšava preživljavanje bolesnika s karcinoidnom srčanom bolešću. Oktreotid je osmi peptid aminokiselina koji vezivanjem na somatostatinske receptore ima direktano dejstvo na smanjenje vazoaktivnih peptida koji provociraju karcinoidni sindrom.
Rezultati lečenja oktreotidom mogu se direktno primetiti i merljivi su kroz poboljšanje biohemijskih parametara. Oko 70% bolesnika ima simptomatsko olakšanje — redukciju proliva i zarumenjenosti kože, što prati i smanjenje merljive mokraćne sekrecije 5-HIAA i 5-HT u serumu.
Lečenja oktreotidom se obično sprovodi supkutanim ubrizgavanjem u 2–4 podeljene doze između 50 —1.500 µg/dan, uz redovnu kontrolu krvnog pritiska i glukoze u krvi sve vreme davanja leka.
Noviji analog somatostatina, lanreotid (ili BIM23014, angiopeptin i somatulin) može se primeniti kao alternativa oktreotidu sa manje učestale primenom
Postoje dokazi da upotreba leukocitnog interferona-alfa kontroliše lučenje tumorskih proizvoda. Stimuliše T-limfocite i može stvoriti vidljivo smanjenje veličine tumora uz dokaze o preživljavanju. Interferon-alfa može se koristiti zajedno sa antagonistima somatostatina. Međutim, nema podataka koji bi sugerisali da interferon ili oktreotid mogu prouzrokovati bilo kakvu regresiju oštećenja srca prouzrokovanu karcinoidnom bolešću.
Takođe pre, za vreme i nakon operacije, kod određenih bolesnika treba primeniti analog somatostatina nazvan oktreotid u obliku kontinuiranih kapi u venu kako bi se spriečila karcinoidna kriza.
Lečenje insuficijencije srca
Opšte mere za lečenje popuštanja srca uključuju:
- ograničen unos soli i vode
- praćenje ravnoteže tečnosti i telsne težine.

U opšte mere lečenaj spada, kretanje i nošenje elastičnih kompresivnih čarapa koje mogu pomoći u sprečavanju razvoja duboke venske tromboze i propadanju epitela pod dejstvom perifernog edema.
Slabost desnog srca može se uspešno lečiti kombinacijom diuretika i digoksina. Često su sami diuretici dovoljni da se postigne optimalan gubitak tečnosti, ali ako je potrebna dodatna diureza, primenjuju se i tiazidni diuretici. Digoksin se smatra lekom koji poboljšava fiunciju desne komore iako su njegove mogućnosti ponekad ograničene.

### Hirurška terapija
Hirurška korekcija srčane greške je metoda izbor za lečenja karcinoidne boleste srca kod bolesnika sa znacima insuficijencije desne komore izazvane destrukcijo desnostranog valvularnoga aparata srca. Naime u odabranim slučajevima, balonska valvoplastika desnih bočnih zalistaka proizvela je simptomatsko poboljšanje kod pacijenata sa stenotičkim trikuspidnim ili plućnim ventilima, iako su primiećeni ponavljajući simptomi.
Kod pogodnih kandidata, operacija zalistaka je jedini definitivni tretman za ozbiljno zatajenje desnog srca, jer karcinoidni sindrom može proizvesti izražene morfološke defekte valvula desne strane srca. Pacijenti s karcinoidnom srčanom bolešću obično umiru zbog teške trikuspidne regurgitacije umesto karcinomatoze. Stoga treba razmotriti pogodnost pacijenta za operaciju zalistaka čak i kod metastatskih bolesti, osim ako metastatski proces verovatno neće dovesti do brze smrti.
Obično se smatra da je poželjno opersati rano ili ubrzo nakon pojave srčanih simptoma, jer kašnjenje može dovesti do pogoršanja isnsufiicijencije desnog ventrikula i povećati rizik od operacije.
Izbor ventilskih proteza (valvula) treba biti individualno prilagođen na osnovu pacijentovog rizika od krvarenja i mogućih budućih terapijskih intervencija. Proteze s biološkim ventilima su preporučena opcija.
Perioperativno lečenje može uključivati upotrebu intravenskog bolusa ili infuziju oktreotida da bi se smanjio rizik od intraoperativne hipotenzije. Ketanserin koji se daje oralno tokom nedelje koja je prethodila operacije pomaže u smanjenju rizika od hipertenzivne krize, ali može prouzrokovati produženje QT-a i zato ga treba davati oprezno kako bi se sprečio rizik od ventrikularnih aritmija.
Kako bi se sprečila karcinoidna kriza tokom operacije, bolesniku lečenje treba započeti sa intravenskom oktreotidnom infuzijom, brzinom od 50-100 mcg/čas najmanje 12 časa preoperativno. To treba nastaviti tokom celog postupka, odnosno sve dok stanje bolesnika ne bude stabilno. Bolesnike treba neprekidno pratititi zbog pojave bradikardije ako se koriste velike doze oktreotida.
Antihistaminici se također koriste pre operacije za sprečavanje crvenila kože i bronhospazma, a kortikosteroidi se mogu koristiti za smanjenje proizvodnje bradikinina.
U trikuspidnom položaju veruje se da su mehaničke valvarne proteze odgovarajuće izdržljive i da na njih relativno ne utiču vazoaktivne supstance što uzrokuje izvornu patologiju disfunkcije valvula. Međutim, njihovu primenu ograničava činjenica da karcinoidni bolesnici često imaju obilne metastaze na jetri zbog čega su u vrlo visokom riziku od krvarenja kao rezultat obavezne primene antikoagulantnih lekova. Bioprotetičke valvule mogu biti povoljniji jer se njima može izbeći antikoagulacija, a životni vek pacijenta verovatno je kraći od samih valvula ventila.
Treba napomenuti da je popravak trikuspidnog ventila obično nije izvodiva, jer postoji velika mogućnost rezidualne stenoze nakon popravka. Postoji određena rasprava u vezi s optimalnim operativnim upravljanjem plućnim zalistkom, koje uključuju ventilektomiju ili zamenu ventila. Iako su podaci u literaturi nedovoljni, nedavna manja studija na pacijenta spreporučuje zamenu plućnog ventila, jer smanjuje rizik od destalacione dilatacije desnog srca postoperativno.

## Prognoza
Bolesnici sa karcinoidnom bolesti srca obično umru češće zbog teške trikuspidalne regurgitacije nego kod drugih karcinomatoze. To se pre svega odnosi one starije od 60 godina, za koje se smatra da imaju visoku hiruršku smrtnost, a jedno istraživanje navelo je smrtnost od 63%, 23 a moguće čak i više kod pacijenata sa značajnom komorbiditetom.
Nedavno sprovedan jadna mala studija navodi da preoperativna kontrola karcinoidne aktivnosti lečenjem lekovima, praćena pažljivom perioperativnom anestezijom i hirurškom negom, može dovesti do prihvatljivije stope smrtnosti od oko 20%, čak i kod bolesnika s uključenom levom stranom
srca.
Kada se stanje pravovremeno leči medikamentozno, i/ili kod pravilno izabranih bolesnika hirurški, može se postići značajno i sveukupno poboljšanje kvaliteta života i dugogodišnje preživljenje.

## Napomene
1. ↑  Važna studija koja pokazuje toksične efekte povećanih koncentracija 5-HT u cirkulaciji izazvanih lekovima za suzbijanje apetita, oponašajući karcinoid i izazivajući endokardijalnu fibrozu
2. ↑  Serotonin, na primer, može dovesti do tahikardije i hipertenzivne krize, otporne na konvencionalno lečenje.

## Literatura
- David J Fox, Rajdeep S Khattar Carcinoid heart disease: presentation, diagnosis, and management, Heart 2004; 90 1373-1373 Published Online First: 16 Nov 2004.

## Spoljašnje veze
- Smernice za karcinoidne bolesti srca, na: www.acc.org (језик: енглески)

|  | Molimo Vas, obratite pažnju na važno upozorenje u vezi sa temama iz oblasti medicine (zdravlja). |